# Marie-Joseph Peyre

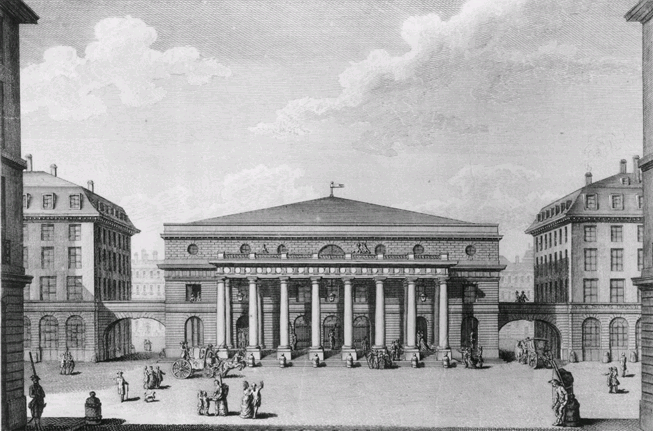
Teatro dell'Odeon, Parigi

Marie-Joseph Peyre (Parigi, 1730 – Choisy-le-Roi, 11 agosto 1785) è stato un architetto francese.

## Biografia
Fu allievo di Blondel, Jossenay e Loriot, vincendo il Grand Prix nel 1751 con il disegno di una fontana pubblica.
Due anni dopo si recò a Roma, dove studiò assieme a William Chambers, Charles De Wailly e Pierre-Louis Moreau-Desproux, interessandosi particolarmente a Villa Adriana.
Vinse quindi un concorso indetto dall'Accademia di San Luca per una cattedrale, ispirata alle opere di Michelangelo Buonarroti e Gian Lorenzo Bernini per San Pietro, con due palazzi annessi.
La grandiosità che emerge in questa ed altre sue concezioni ebbero grande influenza nell'architettura successiva.
Rientrato a Parigi nel 1756, pochi anni più tardi ottenne l'incarico di progettare la Folie Leprêtre de Neubourg (1762), forse il primo edificio pienamente neoclassico della Francia: la palazzina è posta su un basamento ed è formata da due corpi di fabbrica collegati da un elemento rettangolare preceduto da un portico. Le superfici esterne non presentano particolari ornamenti e le finestre sono prive di cornici.
Le sue costruzioni successive furono improntate a meno severità.
Nel 1763 progettò l'Hôtel de Condé, il cui elemento più interessante è un colonnato che precede il cortile d'ingresso.
In seguito, nel 1765 pubblicò il volume Oeuvres d'architecture, dove intendeva mostrare come rinnovare l'architettura francese attingendo da quella romana.
La sua opera più celebre è comunque l'attuale Teatro dell'Odeon di Parigi, ideato assieme all'amico Charles De Wailly. Il 26 marzo 1770, un decreto del Consiglio stabilì l'esecuzione del progetto sul terreno del giardino della residenza del Principe di Condé.
Nel 1773 questo disegno subì la concorrenza di quello di Moreau, architetto del re, ma grazie a Monsieur, fratello del sovrano, il progetto Peyre e De Wailly fu definitivamente scelto nell'autunno 1778. I lavori iniziarono nel maggio 1779. L'ubicazione del teatro fu leggermente modificata rispetto al progetto iniziale, in modo da avvicinarlo al Palazzo del Lussemburgo, residenza di Monsieur, in modo che «sia una nuova attrattiva per la loro abitazione». Di fronte all'opposizione degli artisti della Comédie-Française a questa ubicazione, la Camera rispose loro «che avrebbe eliminato i loro privilegi e indennità e che sarebbe stata costituita un'altra compagnia, se avessero continuato nella loro opposizione». Il 16 febbraio 1782 gli artisti della Comédie Française si accomodarono nelle loro nuove mura. Il nuovo teatro fu inaugurato dalla regina Maria Antonietta il 9 aprile 1782. È importante notare che questo teatro fu accompagnato da una lottizzazione dei terreni tipica dei lavori di riqualificazione urbana del XVIII secolo.

## Alcuni suoi discepoli
- Pierre-François-Léonard Fontaine (1752-1853)
- Jules de Mérindol (1815-1888)
- Charles Percier (1764-1838)